# Бая-де-Кріш
Бая-де-Кріш (рум. Baia de Criș) — село у повіті Хунедоара в Румунії. Адміністративний центр комуни Бая-де-Кріш.
Село розташоване на відстані 326 км на північний захід від Бухареста, 35 км на північний захід від Деви, 95 км на південний захід від Клуж-Напоки, 123 км на схід від Тімішоари.

## Населення
За даними перепису населення 2002 року у селі проживали 779 осіб.
Національний склад населення села:
| Національність | Кількість осіб | Відсоток |
| -------------- | -------------- | -------- |
| румуни         | 749            | 96,1%    |
| цигани         | 16             | 2,1%     |
| угорці         | 11             | 1,4%     |

Рідною мовою назвали:
| Мова      | Кількість осіб | Відсоток |
| --------- | -------------- | -------- |
| румунська | 767            | 98,5%    |
| угорська  | 10             | 1,3%     |